# Montego Bay
Montego Bay är  Jamaicas näst största stad till ytan och tredje största till antal invånare.

## Galleri

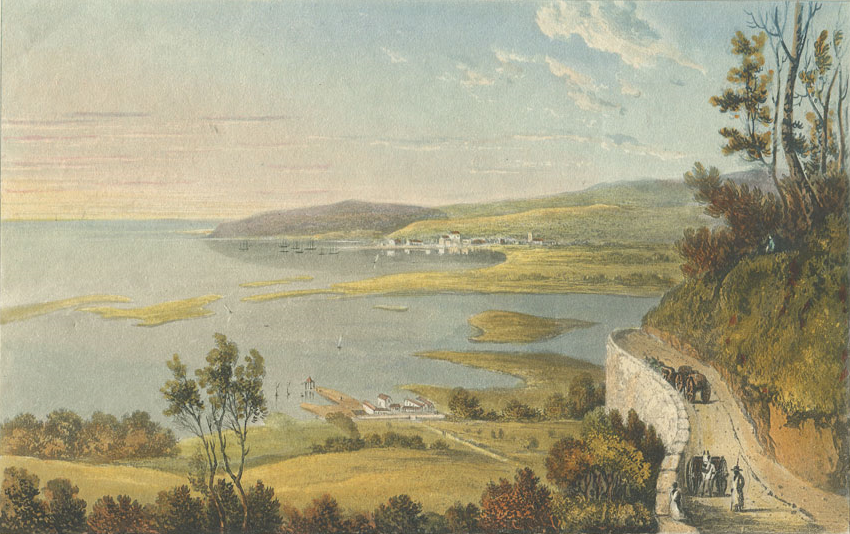
Målad av James Hakewill.
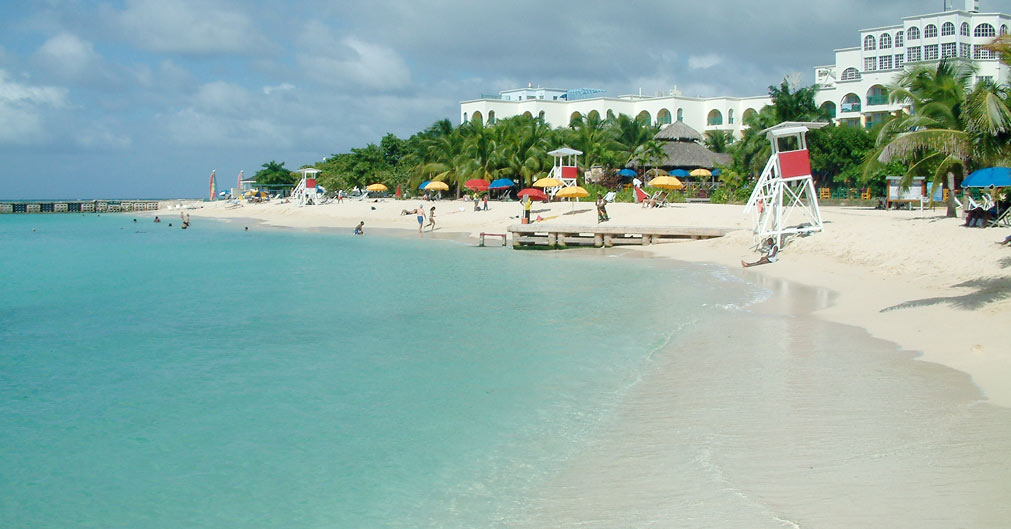
Doctor's Cave Beach Club är ett populärt turistmål i Montego Bay.
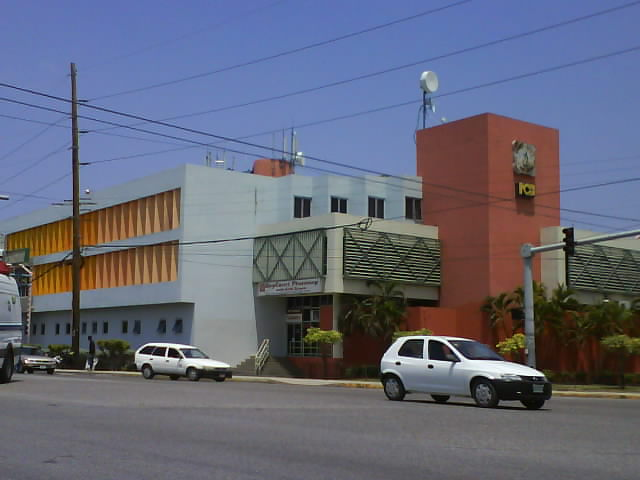
Baywest Shopping Center.
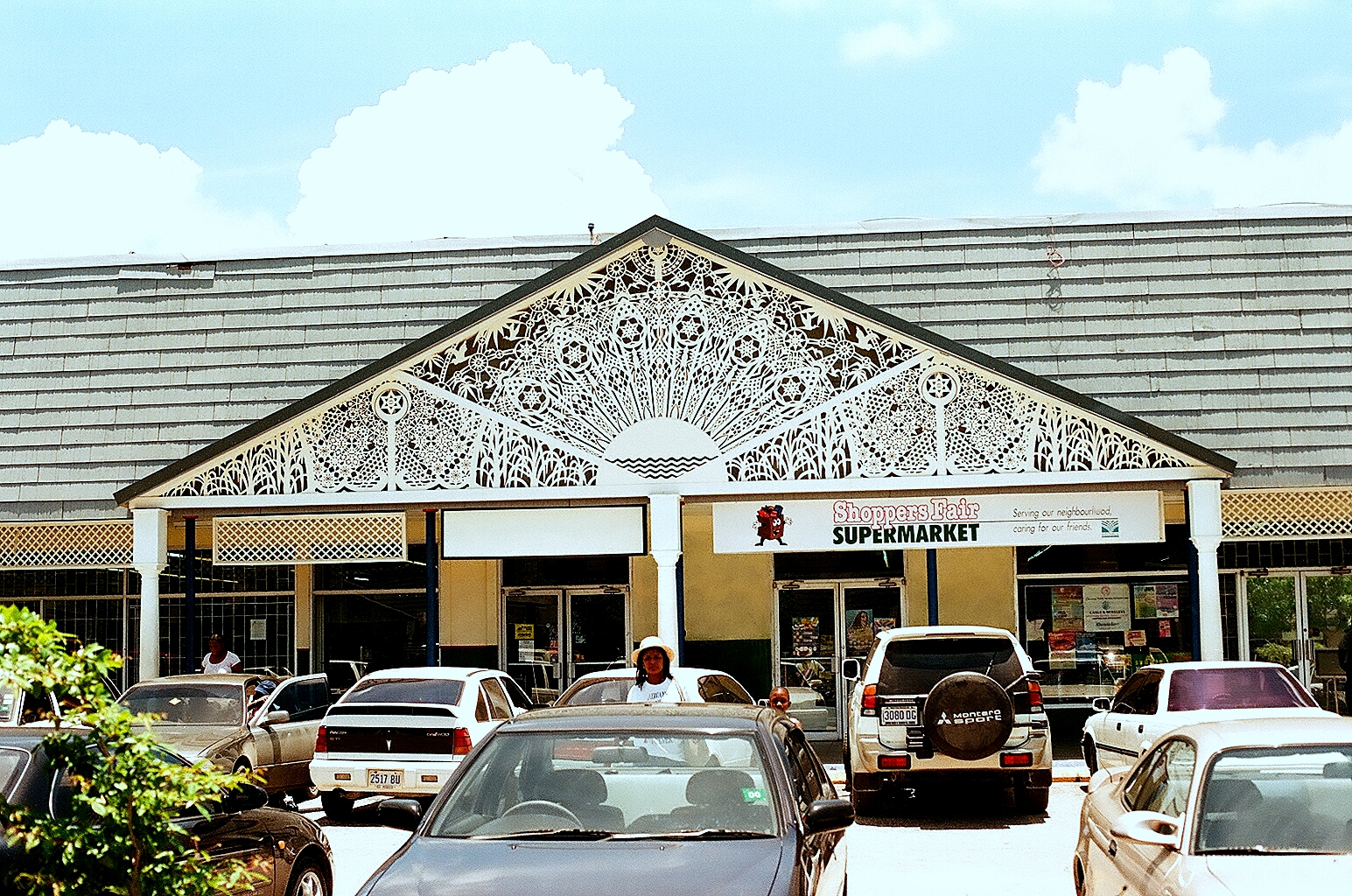
Westgate Plaza.